# Överföringsnätet för gas i Finland
Överföringsnätet för gas i Finland är ett högtrycksöverföringsnät i södra Finland som består av sammankopplade naturgasledningar och tillhörande utrustning.
Importerad naturgas (jordgas på finlandssvenska) matas in från Ryssland i en mottagningsstation i Imatra, via rörledningen Balticconnector under Finska viken från Estland till kompressorstationen i Ingå samt (från 2022) också från Hamina LNG-terminal i Fredrikshamn och från en flytande LNG-terminal i Joddböle utanför Ingå. Dessutom används mindre volymer biogas från biogasanläggningar i Esbo, Kouvola, Lahtis, Riihimäki och Fredrikshamn. 
Nätet hade 2021 en högsta överföringskapacitet till Finland på 300 GWh/dag, varav 220 GWh/dag från Ryssland och 80 GWh/dag från Estland.

## Historik
De första delarna av finländska naturgasnätet togs i drift 1974. Den finländska delen drevs av Neste fram till 1994, då Gasum bildades som ett samriskföretag mellan Neste (75 %) och ryska Gazprom (25 %). I samband med sammanslagningen av Neste och Imatran Voima 1998 var det då bildade företaget Fortum tvunget att reducera sin andel i Gasum till 25 %, medan den finländska staten (24 %), E.ON (20 %) och ett konsortium av de finländska skogsindustriföretagen Stora Enso, UPM och M-real (6 %) inträdde som nya delägare. År 2004 köpte Fortum konsortiets sex-procentiga andel. År 2015 sålde Fortum och E.ON sina andelar till den finländska staten och året därpå sålde också Gazprom sin andel till den finländska staten.
År 2000 avskiljdes ägande och drift av gasnätet från Gasum i linje med Europeiska unionens Direktiv 2009/73/EC ("Tredje energipaketet") till det nyupprättade helägda statliga företaget Gasgrid Finland Oy.

## Utsträckning
Gasnätet sträcker sig mellan importpunkterna vid Imatra respektive Ingå med kompressionsstationer i Imatra, Kouvola, Mäntsälä och Ingå. Mellan Ingå och Kouvola går en ytterligare ledning som passerar Helsingforsregionen. Sidoledningar går till nordväst om Tammerfors via Tavastehus, Lahtis, Kotka och Fredrikshamn, samt Villmanstrand.
Högtrycksledningen är sammanlagt 1.150 kilometer lång och består av stålrör, vartill kommer en 60 kilometer lång lågtrycksledning samt en 77 kilometer lång med Estland gemensamt ägd havsledning från Paldiski i Estland. 
Kompressorstationer för att öka gastrycket, och därmed överföringskapaciteten, finns i Imatra Kouvola, Mäntsälä och Ingå.